# 理由 (安倍麻美の曲)
「理由」（りゆう）は、安倍麻美の1stシングル。

## 概要
デビューにあたり、「安倍麻美・デビュー曲を決めるのはキミだ!」と銘打ったキャンペーンを展開。候補曲の中から全国15万人のファン投票によって選出される。
作詞は元19のメンバーでイラストレーターの326、作曲は筒美京平が担当。またカップリングは安倍自身が作詞している。
初回盤と通常盤の2形態で発売される。初回盤には12月21日の初イベントでオンエアされた主演短編映画「水の記憶」を収録したDVDが、通常盤にはランダムに封入された4種類のトレーディングカードがそれぞれ同梱されている。
アルバム『Wishes』にはアルバムバージョンを収録。
安倍なつみの妹として注目を集め、大大的にキャンペーンを行った後のリリースとなったが、発売日と同日にB'zが新作「IT'S SHOWTIME!!」と過去のシングル曲を一斉発売したため、オリコン週間ランキングの初登場の順位は13位に終わった。

## 収録曲
全曲作曲：筒美京平　編曲：久保田光太郎
1. 理由 (4:48)
  - 作詞：326
2. W・S・S→ (4:31)
  - 作詞：安倍麻美
3. 理由（Instrumental） (4:46)